# Ripartitore di frenata
Il ripartitore di frenata o ripartitore elettronico di frenata (in inglese detto anche EBD Electronic Brakeforce Distribution) è un dispositivo presente nelle automobili che ha lo scopo di rendere la frenata più sicura, prende anche il nome di modulatore di frenata, correttore di frenata o limitatore di frenata oppure come regolatore di carico.

## Funzionamento
Durante la frenata il carico sulle ruote dell'autovettura spesso non è eguale, specie se la decelerazione è elevata; questo può provocare un possibile bloccaggio delle ruote posteriori che essendo più “scariche” hanno una minore aderenza con l'asfalto.
Se tale fenomeno dovesse dunque verificarsi porterebbe a una completa mancanza di direzionalità della vettura con conseguente testa-coda.
Il ripartitore elettronico di frenata evita questo inconveniente, specie in curva, riducendo la forza frenante sulle ruote dove è presente, o stimata, una riduzione del carico verticale, evitandone il bloccaggio. Questa funzione, oggi integrata nei sistemi ABS, non era presente nelle prime generazioni di questi sistemi.

Impianto frenante tipico per automobili:
FAD: Freno anteriore a disco
FPD: Freno posteriore a disco
FPT: Freno posteriore a tamburo
CF: Comando freno
SF: Servofreno
PF: Pompa freno
SLF: Serbatoio liquido freno
RF: Ripartitore di frenata
FS: Freno di stazionamento

Prima della diffusione del sistema elettronico, era diffusa una versione meccanica denominata correttore di frenata, costituita da un sistema meccanico in grado di variare la pressione idraulica inviata ai freni posteriori in base all'altezza del ponte posteriore, in quanto all'estensione del ponte significa una minore forza di contatto delle ruote con il terreno e di conseguenza deve essere ridotta la forza frenante per evitare il bloccaggio delle ruote stesse.

## Tipi
I ripartitori di frenata possono essere:
- meccanici: chiamati anche correttori di frenata, sono costituiti da un sistema meccanico di valvole e leve in grado di variare la pressione idraulica;
- elettronici: dispositivi che permettono un funzionamento basato su sensori e su attuatori elettroidraulici offrendo una maggiore flessibilità di funzionamento.

## Ripartizione
Inoltre questi sistemi possono avere una partizione:
- Fissa, la partizione della frenata non è modificabile
- Regolabile, si può modificare la partizione della frenata
  - Manuali, utilizzato nelle competizioni dove è abolita l'automatizzazione, come in Formula 1 e il pilota decide di quanto spostare la frenata sull'asse anteriore o posteriore.
  - Automatici, si ha un dispositivo elettronico o meccanico che regola in modo automatico la pressione massima esercitabile su ogni circuito del freno e quindi la forza frenante su ogni ruota.